# 陈丹琦
陈丹琦（1990年—）是一位华人计算机科学家。

## 生平
1990年出生于湖南长沙，2008年毕业于长沙市雅礼中学，同年8月赴埃及开罗参加第20届國際資訊奧林匹亞获得金牌，之后免试录取进入清华大学，2012年毕业于清华大学计算机科学实验室（姚班）。同年赴美留学。曾经是Facebook人工智能访问科学家，2018年凭借博士论文《Neural Reading Comprehension and Beyond》获得斯坦福大学博士，师从Christopher D. Manning。
2019年担任普林斯顿大学计算机科学系助理教授。2021年入选Google人工智能2021研究学者计划。
演算法競賽中著名的演算法 CDQ 分治法就是以其姓名之英文拼音縮寫命名。

## 家庭
丈夫是清华大学同班同学，计算机科学家俞华程。

## 荣誉
2019年获得《麻省理工科技评论》“35岁以下科技创新35人”先锋者称号。